# NGC 7311
NGC 7311 је спирална галаксија у сазвежђу Пегаз која се налази на NGC листи објеката дубоког неба.
Деклинација објекта је + 5° 34' 12" а ректасцензија 22h 34m 6,7s. Привидна величина (магнитуда) објекта NGC 7311 износи 12,6 а фотографска магнитуда 13,4. NGC 7311 је још познат и под ознакама UGC 12080, MCG 1-57-9, CGCG 404-22, PGC 69172.